# April Matson
April Matson (Lake Elsinore, California, 13 de marzo de 1981) es una actriz y cantante estadounidense.

## Biografía
Se formó en el Teatro Elsinor y la American Academy of Dramatic Arts, y también estudió comedia con sketchs en la compañía escolar The Second City en Los Ángeles. 
Su trabajo más conocido es en la serie Kyle XY de la cadena ABC Family, en la que interpreta a Lori Trager. Interpretó una de sus canciones en el episodio seis de la segunda temporada de Kyle XY («Does Kyle dream of electric fish?»), llamada «Will You Remember Me» y que fue incluida en el álbum de la banda sonora de la serie.

## Filmografía
Cine
- Forsaken (2005) - Judith
- God's Little Monster (2006) - Goth
- Black Russian (2009) - Sunny
- The Latin & The Gringo (2010) - Big Red
- Vile (2010) (posproducción) - Tayler

Televisión
- Quintillizos (22 episodios, 2004 - 2005) - Penny Chase
- Navy NCIS: Naval Criminal Investigative Service (1 episodio, 2006) - Carolyn
- Kyle XY (43 episodios, 2006 - 2009) - Lori Trager
- Psych (1 episodio, 2010) - Carol